# 제인 캠피언
제인 캠피언(Jane Campion, DNZM, 1954년 4월 30일 ~ )은 뉴질랜드의 영화 감독, 영화 각본가이다. 배우 앨리스 잉글러트의 어머니이다. 1993년 영화 《피아노》를 통해 여자 감독 최초로 칸 영화제 황금종려상을 수상했고, 아카데미 각본상을 수상했으며 제 94회 아카데미 감독상을 수상했다.

## 작품 목록
- 스위티 (1989)
- 내 책상 위의 천사 (1990)
- 피아노 (1993)
- 여인의 초상 (1996)
- 홀리 스모크 (1999)
- 인 더 컷 (2003)
- 빛나는 별이여 (2009)
- 파워 오브 도그 (2021)